# Каплан (гора)
Каплан (англ. Mount Kaplan) — гора у Східній Антарктиді, найвища вершина гірського хребта Королеви Мод в Трансантарктичних горах. Її висота становить 4230 м над рівнем моря.

## Географія
Гора Каплан розташована у Східній Антарктиді, на Території Росса, в хребті Г'юз, який є складовою частиною хребта Королеви Мод, а цей хребет в свою чергу є складовою частиною Трансантарктичних гір. Вершина знаходиться приблизно за 99,6 км на захід, до найближчої вищої гори Кіркпатрик (4528 м), та за 5 км на південний-схід від гори Векслер (4024 м).
Гора була відкрита і сфотографована адміралом Річардом Бердом під час одного із авіаційних польотів 18 листопада 1929 року, і більш детально вивчена Альбертом Крері у 1957–1958 роках під час наземної експедиції на Південний полюс. Крері назвав її на честь Йосипа Каплана, голови Національного комітету США в Міжнародний геофізичний рік (МГР), 1957–1958 років.